# 大质量弱相互作用粒子
大质量弱相互作用粒子（英語：Weakly interacting massive particles，简称），是一种仍然停留在理论阶段的粒子，是暗物质最有希望的候选者，然而最新的科學研究指暗物質的質量應比WIMP小。理论预言这种粒子应该有以下两个特点：
1. 粒子只通过弱核力和引力产生相互作用，或者粒子的相互作用截面小于弱核力作用截面；
2. 与普通粒子相比质量较大。

由于它们不参与电磁力作用，因此无法被直接探测到；由于它们不参与强核力作用，因此它们基本上与普通物质不发生相互作用；由于它们较大的质量，因此它们运动的速度相对缓慢，因而能够成团聚集。根据以上特点，WIMP被认为是最有可能的“冷暗物质”候选者。
现在很多实验正在寻找在理论上的“大质量弱相互作用粒子”（WIMPS）的粒子，它最有可能是暗物质。各个实验在地下的那些訂做的设备全都等着一颗“大质量弱相互作用粒子”撞击原子核并引起一次反弹的时刻的到来。这样的实验必须在地下进行，以防止宇宙射线干扰结果。

## 暗物质的探测實驗
暗物质的探测在当代粒子物理及天体物理领域是一个很热门的研究领域。对于大质量弱相互作用粒子来说，物理学家可能通过放置在地下实验室，背景雜訊减少到极低的探测器直接探测大质量弱相互作用粒子，也可以通过地面或太空望远镜对这种粒子在星系中心，太阳中心或者地球中心湮灭产生的其他粒子来间接探测。人们也希望欧洲大型强子对撞机或者未来的国际直线加速器中人工创造出这些新粒子来。
對於暗物質的直接探測實驗一般都設置於地底深處，以排除宇宙射線的背景雜訊。這類的實驗室包括美國的Soudan mine和DUSE、加拿大的SNOLAB地下實驗室、義大利大薩索國家實驗室（Gran Sasso National Laboratory）以及英國的Boulby mine。
目前大部分的實驗使用低溫探測器或惰性液體探測器。低溫探測器是在低於100mK的環境下探射粒子撞擊鍺這類的晶體接收器所產生的熱。惰性液體探測器則是探測液態氙或液態氬中粒子碰撞產生的閃爍。低溫探測實驗包括了CDMS、CRESST、EDEDWEISS及EURECA。惰性液體探測實驗包含了ZEPLIN、XENON、DEAP、ArDM、WARP和LUX。這兩種探測技術都能夠從其他粒子與電子對撞的雜訊中辨識出暗物質與核子的碰撞。其他種類的探測器實驗有SIMPLE和PICASSO。
DAMA/NaI、DAMA/LIBRA實驗探測到一年性的事件數變化，並宣稱此現象是源自於暗物質。（隨著地球繞太陽公轉，探測器與暗物質的相對速度會做小幅度的變化。）目前這個說法並未受到證實，同時也很難與其他實驗的結果不相衝突。
方向性的暗物質探測方式是運用太陽系繞行銀河系的運動。利用低壓TPC，我們可以得知反彈路徑的資訊，並藉此去瞭解WIMP與原子核的作用。從太陽行進方向入射的WIMP訊號可以從各向同性的背景雜訊中分離出來。這類的探測實驗包括有DMTPC、DRIFT、Newage和MIMAC。
2009年12月17日，CDMS的研究團隊發表了兩個可能的WIMP事件。他們估計這兩起事件來自己知背景訊號（中子、錯認的β射線或是伽馬射線）的可能性是23%，並作出了這樣的結論：「這個分析結果無法被視作WIMP的有力證據，但我們不能排除這兩起事件來自WIMP的可能性。」
CoGeNT实验於2011年5月公布先前15个月的探测结果，显示粒子的碰撞率呈现周期性变化，夏天较高而冬天比较低，这可以看作是暗物质存在的证据之一。这个结果支持已经进行了13年的意大利的DAMA/LIBRA暗物质探测实验。CoGeNT的实验结果显示探测到的WIMP的质量是中子质量的5到10倍，与某些实验不符，但是其他实验对低能暗物质的探测精度没有CoGeNT高。

### 理论上的候选者
- 最轻超对称粒子（LSP）
- 超中性子
- 马约拉纳费米子
- 惰性中微子

### 实验项目
- LUX （页面存档备份，存于）
- CDMS
- CRESST（页面存档备份，存于）
- DAMA/NaI
- DAMA/LIBRA
- DEAP（页面存档备份，存于）
- DARKSIDE
- DRIFT
- EDELWEISS （页面存档备份，存于）
- MIMAC
- PICASSO （页面存档备份，存于）
- SIMPLE （页面存档备份，存于）
- WARP
- XENON
- ZEPLIN-III （页面存档备份，存于）
- ANAIS （页面存档备份，存于）
- ArDM